# Ruination
Ruination é o segundo álbum de estúdio da banda de Death Metal Job for a Cowboy. Ele é o sucessor do primeiro álbum de estúdio Genesis, Ruination foi gravado e mixado no estúdios Audiohammer. Ele foi lançado 07 de julho de 2009,  através da Metal Blade Records. O álbum vendeu cerca de 10.600 cópias nos Estados Unidos em sua primeira semana de lançamento e estreou na posição n º 42 na Billboard 200.

## Faixas
Todas as faixas escritas e compostas por Job for a Cowboy. 
| N.º            | Título                        | Duração |  |
| 1.             | "Unfurling a Darkened Gospel" | 3:47    |  |
| 2.             | "Summon the Hounds"           | 3:51    |  |
| 3.             | "Constitutional Masturbation" | 3:35    |  |
| 4.             | "Regurgitated Disinformation" | 4:46    |  |
| 5.             | "March to Global Enslavement" | 6:05    |  |
| 6.             | "Butchering the Enlightened"  | 3:30    |  |
| 7.             | "Lords of Chaos"              | 3:36    |  |
| 8.             | "Psychological Immorality"    | 3:08    |  |
| 9.             | "To Detonate and Exterminate" | 3:22    |  |
| 10.            | "Ruination"                   | 4:55    |  |
| Duração total: | Duração total:                | 30:47   |  |

| Faixa Bônus    |                                             |         |  |
| N.º            | Título                                      | Duração |  |
| 11.            | "The Matter of Splatter" (cover de Exhumed) | 5:02    |  |
| Duração total: | Duração total:                              | 35:49   |  |

## Créditos
Job for a Cowboy
- Jon Rice – bateria
- Brent Riggs – baixo, vocal de apoio
- Bobby Thompson – guitarra
- Jonny Davy – vocal
- Al Glassman – guitarrra
- Ravi Bhadriraju - guitarra em "Unfurling a Darkened Gospel"

## Produção
- Jason Suecof – Produção, Engenharia, mixing
- Mark Lewis, Ronnie Miller – Engenheiros Assistentes
- Alan Douches – masterização
- Brent Elliott White – arte
- Brian J. Ames – Layout
- Brian Slagel – A&R